# This Spartan Life
This Spartan Life är en prisbelönad pratshow skapad av Bond + Dern Productions och producerat och regisserat av Chris Burke, som är värden för showen under namnet Damian Lacedaemion (uttalat [ˌlæ.sə.ˈdeɪ.mjən]). Showen hade premiär under 2005 och är utspritt över Internet, showen är skapad genom att använda sig av machinima-tekniken genom att spela in video och audio från ett flerspelar-spel via Xbox Live av Bungie Studios' första person-skjutaspel Halo 2. De halvtimmeslånga episoderna släpps i sex mindre delar, så kallade moduler. Gästerna, som till exempel Bungie Studios ljuddirigent Martin O'Donnell är intervjuad via Xbox Live i flerspelarläges-världen i Halo 2.
Lite av komedin i showen uppstår genom att hålla allvarliga intervjuer i ett kaotisk spelvärld, framhävd via spel-glitches, strid med bråkiga gäster, och närvaron av andra spelare som till sitt yttre inte verkar veta att showen är filmad över huvud taget. De här spelarna skjuter mot andra spelare, kameraoperatörer, och även värden och hans gäster.
Tilläggande till showen, extra innehåll har skapats för Spiketv.com. En premiumversion av Halo 3 förväntas innehålla exklusivt This Spartan Life-material.

## Episodformat
This Spartan Life består av episoder separerade i fem eller sex moduler of varierande längd. De här modulerna är kärnan av showen; de varierar from episod till episod. Varje show börjar med en monolog, där Damian presenterar resten av showen, samt en liten komisk bit. Det här är det enda "stabila" segmentet av showen, förutom 'the Solid Gold Elite Dancers', som har visat sig i varje episod. "The Solid Gold Elite Dancers"-segmentet är ett danssegment (vanligast), till musiken som är gjord av Glomag och episod tre var en fulländad musikvideo. "Body Count"-segmentet, vilket visade sig i de två första episoderna, är en debatt mellan två konkurrenter som argumenterar medan de slåss mot varandra. "Travelogue" segmentet är ett glitch-montage, som är gjort till musik, och det är ett av de mest populära segmenten, eftersom showens originalfans var glitchare. Resten av segmenten är vanligast intervjuerna, med gästen i showen.